# Ставропольская агломерация
Ставропольская агломерация — совокупность ряда населенных пунктов и административных районов западной части Ставропольского края с населением 1,08 млн человек. Является первой по численности агломерацией на Ставрополье, обогнав по данным переписи населения 2021 года Кавказско-Минераловодскую агломерацию.

## История
Ставропольская агломерация исторически формировалась вокруг краевого центра — Ставрополя и его города-спутника Михайловска. По словам мэрии Ставрополя на май 2020 года, наличное население городов ещё тогда составляло: в Ставрополе около 520—530 тыс. человек, а население только одного Михайловска (без остальных населенных пунктов Шпаковского района) оценивалось в 140 тыс. чел. После подведения итогов Всероссийской переписи населения 2020—2021 агломерация официально приобрела статус миллионной.

## Состав агломерации
Ядром агломерации является город Ставрополь и Шпаковский район, большинство населенных пунктов которого практически примыкают к городской черте Ставрополя и образуют вместе с ним единую городскую зону. В состав агломерации включают и близлежащие Изобильненский, Грачевский, Труновский и Кочубеевский районы Ставропольского края, а также город Невинномысск, которые относятся к субурбанизированным территориям, однако, многие жители этих муниципалитетов по факту живут или работают в Ставрополе, имеют с ним тесные культурные и потребительские связи.
| №№       | Наименование муниципального образования                     | Тип муниципального образования | Численность населения |
| -------- | ----------------------------------------------------------- | ------------------------------ | --------------------- |
| 1        | Грачёвский район                                            | муниципальный округ            | 37 808                |
| 2        | Изобильненский район                                        | муниципальный округ            | 103 379               |
| 3        | Кочубеевский район                                          | муниципальный округ            | 77 577                |
| 4        | Невинномысск                                                | городской округ                | 113 112               |
| 5        | Ставрополь                                                  | городской округ                | 563 103               |
| 6        | Труновский район                                            | муниципальный округ            | 31 809                |
| 7        | Шпаковский район                                            | муниципальный округ            | 167 111               |
| 7.000001 | Всего                                                       |                                | 1 093 899             |
| 7.000002 | Процент от общей численности населения Ставропольского края |                                | 37,93 %               |

## Особенности агломерации
По итогам переписи 2020—2021 года, население Ставрополя составляет 547 433 чел., а население Шпаковского муниципального округа — 167 823 чел. Шпаковский район за исключением небольших сел в отдалении от Ставрополя, практически полностью примыкает к столице края, образуя с ним единую транспортную и жилую зону с населением 715 256 чел. В состав агломерации включены и субурбанизированные территории Изобильненского, Грачевского, Труновского и Кочубеевского районов Ставропольского края, которые находятся в отдалении 30-40 км от Ставрополя, а также город Невинномысск. Однако многие жители этих муниципалитетов живут или работают в Ставрополе, имеют с ним тесные культурные и потребительские связи.